# Růžový ostrov (Záběhlice)

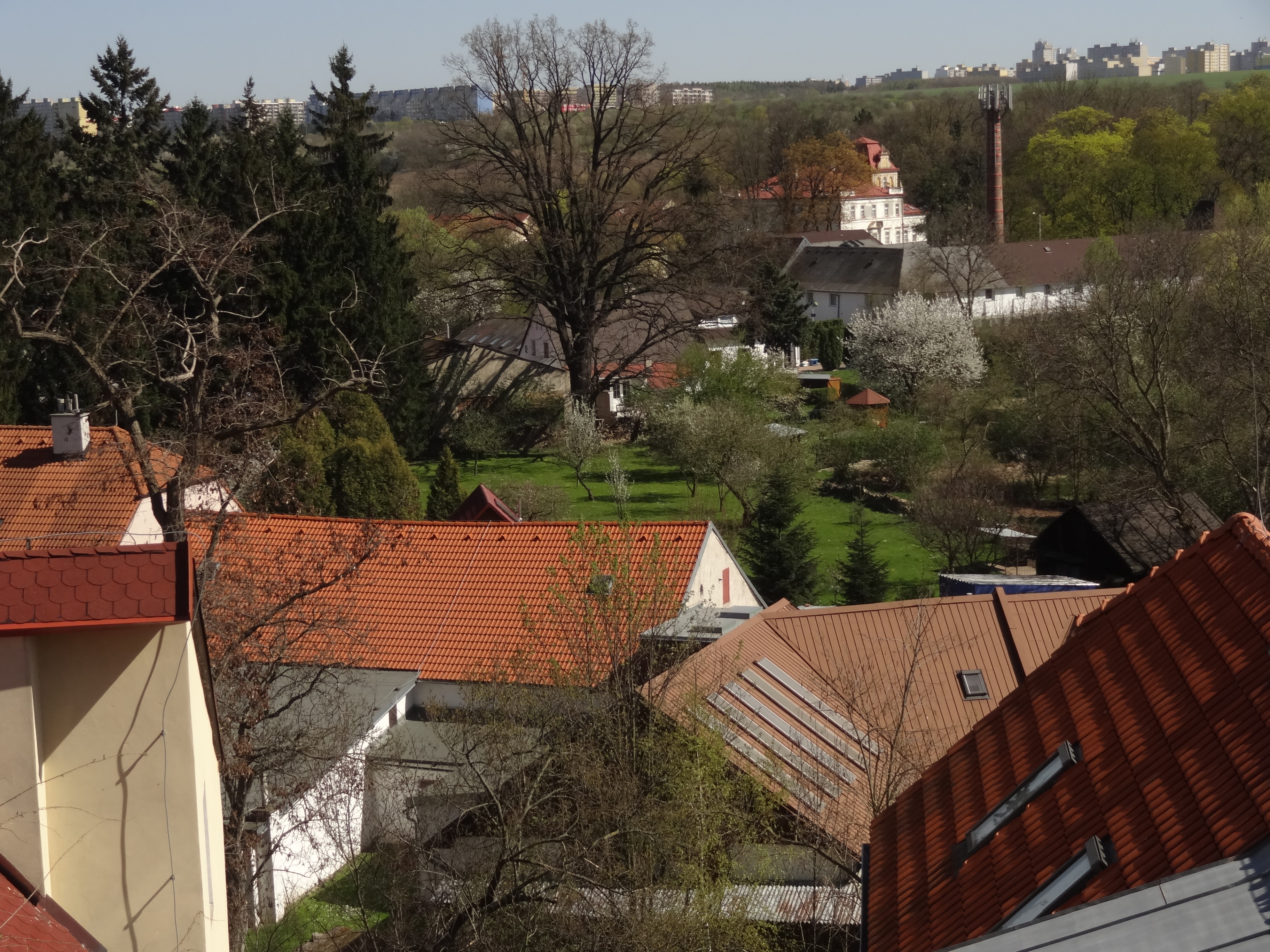
Pohled na Růžový ostrov s památným dubem letním přes komplex bývalé výletní restaurace (v pozadí Záběhlický zámek)

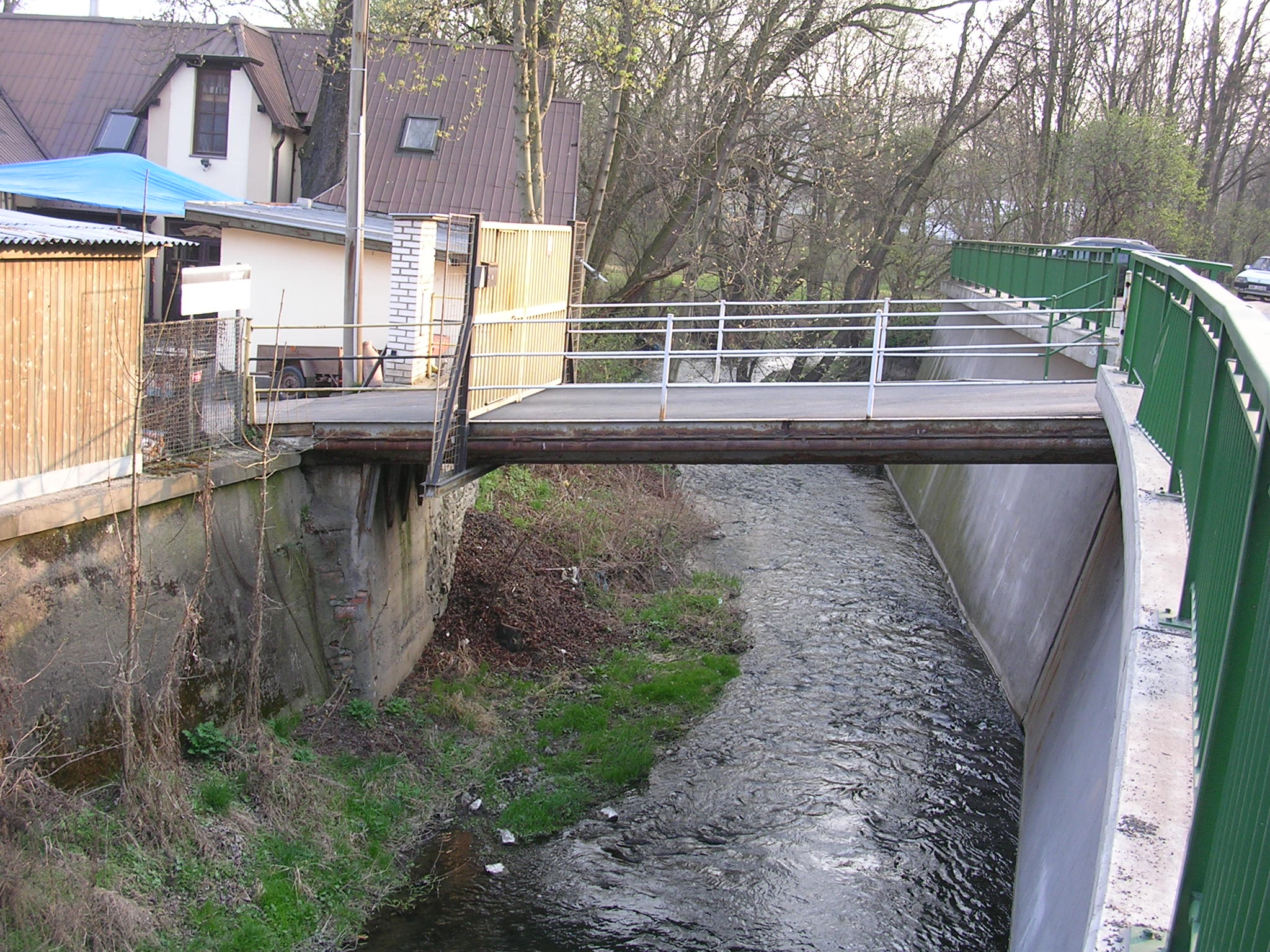
Jeden ze tří můstků ze Záběhlické ulice na Růžový ostrov

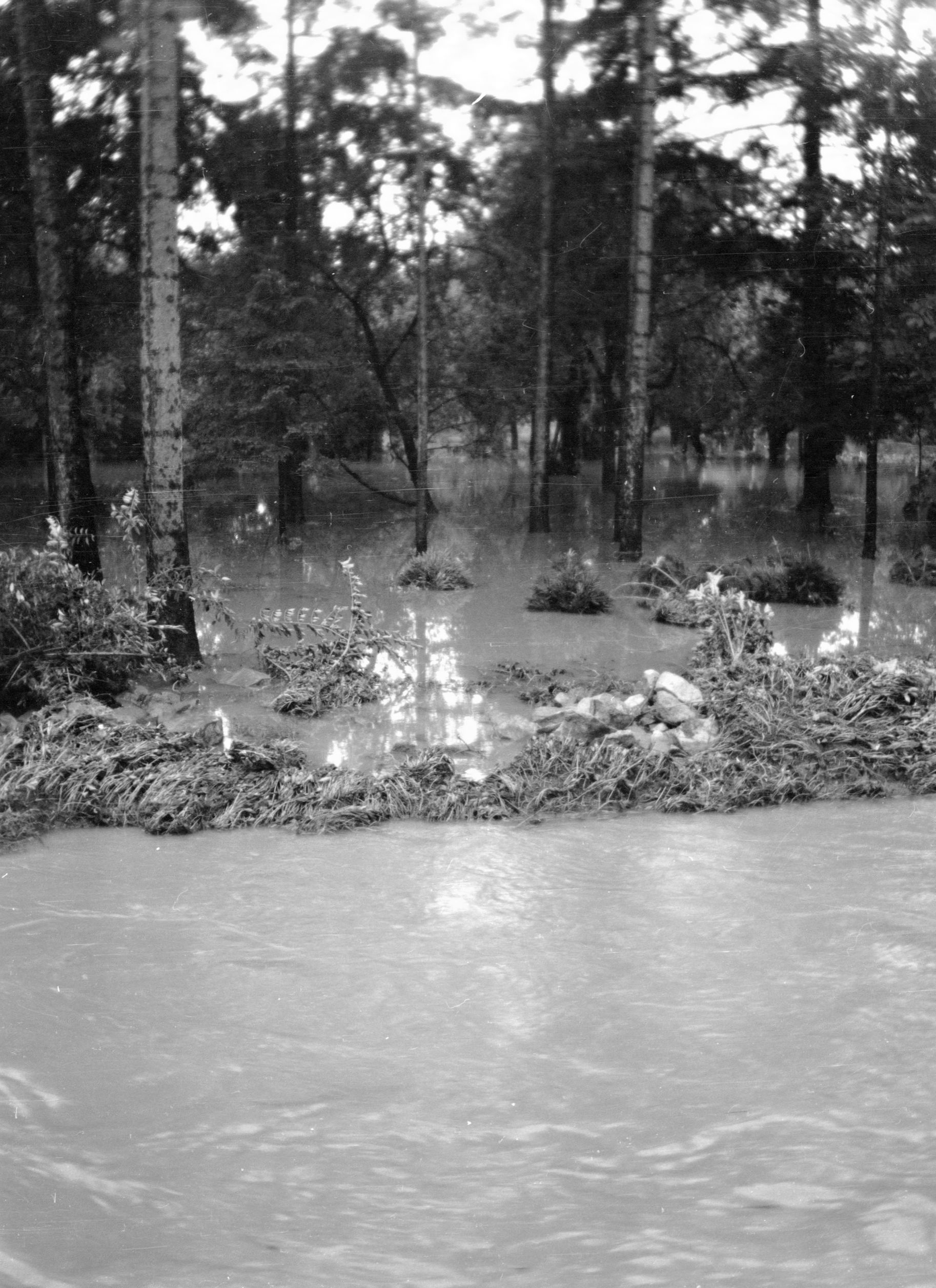
Zaplavený Růžový ostrov v roce 1981

Růžový ostrov je pozapomenutý název ostrova tvořeného Botičem a náhonem Hamerského rybníka v Záběhlicích v Praze. Název Růžový ostrov se používá především pro část ostrova od záběhlického splavu až k šíji u záběhlického kostela Narození Panny Marie. Na západní část ostrova, kde se nachází sportovní areál Hamr a uzavřený obytný celek u ulice Podle náhonu (kondominium Hamr) se název Růžový ostrov někdy už nevztahuje. Ostrov je v záplavovém pásmu, byl vyplaven například v letech 2002 a 2013.

## Objekty na ostrově
Na severovýchodní a východní straně ostrov lemuje několik usedlostí a průmyslových objektů, přístupných po můstcích přes Botič ze Záběhlické ulice a z ulice U záběhlického zámku. V zahradách za těmito domy se nachází památný dub letní, který je zmiňován jako jeden z nejmohutnějších a nejvitálnějších stromů v Praze. Směrem k západu je ostrov nezastavěný, část plochy je upravena jako golfové hřiště. 
Na Růžovém ostrově provozoval Václav Růžička velkorestauraci Na Růžovém ostrově, která na přelomu let 1891 a 1892 prošla rekonstrukcí a byla rozšířena o nový sál. Toto výletní místo zažilo dobu největší slávy za první republiky, Pořádaly se zde posvícenské slavnosti, velké zahradní koncerty a taneční zábavy. Majitel pan Růžička miloval růže, rozdával je svým hostům a i jeho dcera se jmenovala Růžena. Zmínka o Růžovém ostrově je i v Haškově románu Osudy dobrého vojáka Švejka, v němž sapér Vodička vypráví Švejkovi, jak v restauraci způsobil rvačku, ve které ho podpořili jeho kumpáni z Vršovic. Růžička zemřel v roce 1923 a poté restauraci až do roku 1928 provozovala jeho dcera Růžena Burgetová. V roce 1928 hospodu koupil podnikatelé Češpiva a Pelich, kteří sem z Vršovic přesunuli výrobu osobních a nákladních výtahů (Výtahy – Češpiva & spol.), tato výroba zde vydržela do konce 40. let.  Následně byl objekt přebudován na kino Pionýr, které zde působilo od roku 1950 až do počátku 80. let, kdy bylo pro havarijní stav uzavřeno. V restitucích po roce 1989 byl areál vrácen potomkům majitelů někdejší výtahářské firmy. Areál bývalé restaurace pak sloužil dále podnikání, například zde působila společnost Cibet Proficentrum, distribuující ruční nářadí, nejnověji pak web s touto adresou inzeruje farmářské potraviny.
Další část ostrova tvoří například autoservis (v televizní reportáži přisuzovaný panu Kafkovi, jemuž patří pozemek dle katastru, autoservis provozuje firma DW Servis, patřící jiné osobě) či pozemky sedláka pana Kořínka. Autoservis uvádí adresu „Záběhlická 222“, přestože podle RÚIAN areál nemá přiděleno popisné, orientační ani evidenční číslo a záběhlické popisné ani evidenční číslo 222 aktuálně neexistuje. 
V Záběhlickém mlýnu pod výpustí Hamerského rybníka, od 18. století sloužícím jako hamr, začínal svou výrobu František Ringhoffer, který zde měl malou slévárnu, než výrobu přestěhoval na Smíchov a rozvinul ve světoznámou firmu. V roce 1912 sem podnikatel Ferdinand Blecha z Nuslí přestěhoval svou parní prádelnu a chemickou čistírnu, provozovanou pod značkou „Standard“; ulice přecházející Botič u kostela se od roku 1938 dodnes jmenuje K prádelně. Na části pozemků vzniklo v letech 2003–2004 kondominium Hamr.